# Porosz G7 sorozat
A Porosz G 7.1 típus egy négy kapcsolt kerékpárú szerkocsis tehervonati gőzmozdony volt a Porosz államvasutaknál. 1893-tól kezdte meg a gyártását a Stettiner Maschinenbau AG Vulcan. Később gyártotta még más nagyobb porosz mozdonygyár is ezt a típust.

## Története
A Porosz G 5.1 típus kazánját vették át, és a mozdony elsősorban nehéz tehervonatok hegyi pályákon való továbbítására készült, így főleg a nyugatnémet és sziléziai igazgatóságokon szolgáltak. 1909-ig 1002 db épült a Porosz Államvasutak számára.
Robusztus felépítése következtében kitűnően alkalmas volt hadi célokra, így számos mozdony épült az első világháború idején az K.u.K Osztrák Hadivasút számára.
A Deutsche Reichsbahn 1923-ban átszámozta az átvett mozdonyokat és az 55 sorozatba osztotta őket.
A második világháború alatt több mozdony került Lengyelországból és Litvániából a Birodalmi Vasúthoz, melyek az időközben már selejtezett gépek pályaszámait kapták meg.
A II. világháborús események kapcsán 10 db került a típusból a ČSD állományából a MÁV-hoz 431.001-010 pályaszámokon.

## A II. világháború után
A II. világháborút követően a mozdonyok már elavultnak számítottak, így a Deutschen Bundesbahn-nál már csak tolató és tartalékszolgálatba osztották őket és 1957-ig selejtezték a sorozat mozdonyait.
Az NDK vasútjánál az sorozat utolsó mozdonyát 1966-ban selejtezték. Az 1964-ben selejtezett 55 669 pályaszámú mozdony Drezdában van kiállítva a Közlekedési Múzeumban.
Az ÖBB a II. világháború után osztrák állományban maradt mozdonyokat 1950-ben pályaszámaik megtartása mellett a 655 sorozatba osztotta. A 655.393 pályaszámú mozdonyt utolsóként 1957-ben selejtezték.

## Weblinks
- Abbildung der 55 669